# 木琴 (合唱曲)
木琴（もっきん）は、作詞金井直、作曲岩河三郎の混声三部合唱曲。
もとは、金井直の詩「木琴」で、この曲はその詩に岩河三郎が曲をつけたものによる。終戦の日間近、戦災により死んだ妹への詩である。但し、実際には、金井には妹はいなかったため、「大切な人物」の置き換えであるという。これについては、大切な人（女性）、という面では恋人の高嶋ツネがいたが、彼女は金井よりも年上であった為、「妹」というには不適当である。ここでいう「妹」とは、特定個人を指すものではないと考えられる。

## 構成
この曲は、大きく分けて5つの部分に分かれる。時間軸でいえば、第一部は現在、第二、三、四部は回想、第五部は再び現在、となる。全体を通して、口語自由詩で書かれていて、「妹」に語りかける口調となっている。
| 第一部、第二部前半 | 第一部、第二部前半 | → | 第二部後半 | 第二部後半 | → | 第三部 - 五部 | 第三部 - 五部 |
|                    | ニ短調 (Dm)        | → |            | ニ長調 (D) | → |               | ニ短調 (Dm)   |